# تيم ورلي
تيم ورلي (بالإنجليزية: Tim Worley)‏ هو لاعب كرة قدم أمريكية أمريكي، ولد في 24 سبتمبر 1966 في لومبيرتون في الولايات المتحدة.

## وصلات خارجية
- تيم ورلي على موقع مرجع كرة القدم المحترفة.كوم (الإنجليزية)